# فريدريك درو جريجور
فريدريك درو جريجور (بالإنجليزية: Frederick D. Gregory)‏ (ولد في 8 يناير 1941) هو طيار في القوات الجوية الأمريكية ومهندس عسكري وطيار اختبار ورائد فضاء في ناسا كذلك قائم بأعمال الإدارة في بداية عام 2005 في الفترة بين رحيل شون تشارلز أوكيف وقدوم مايكل دوغلاس غريفين.